# Arista (anatomie)

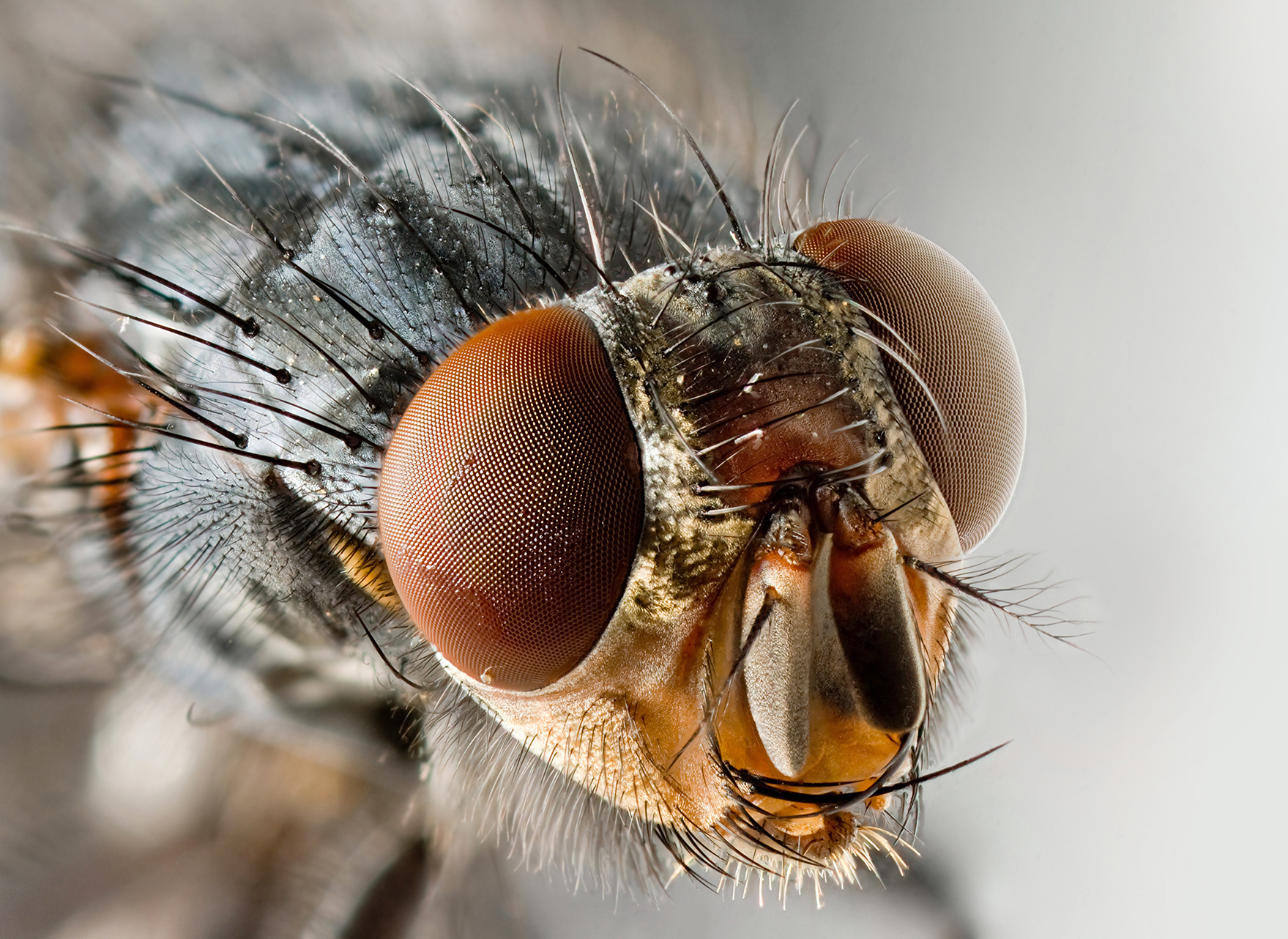
Arista bij een bromvlieg

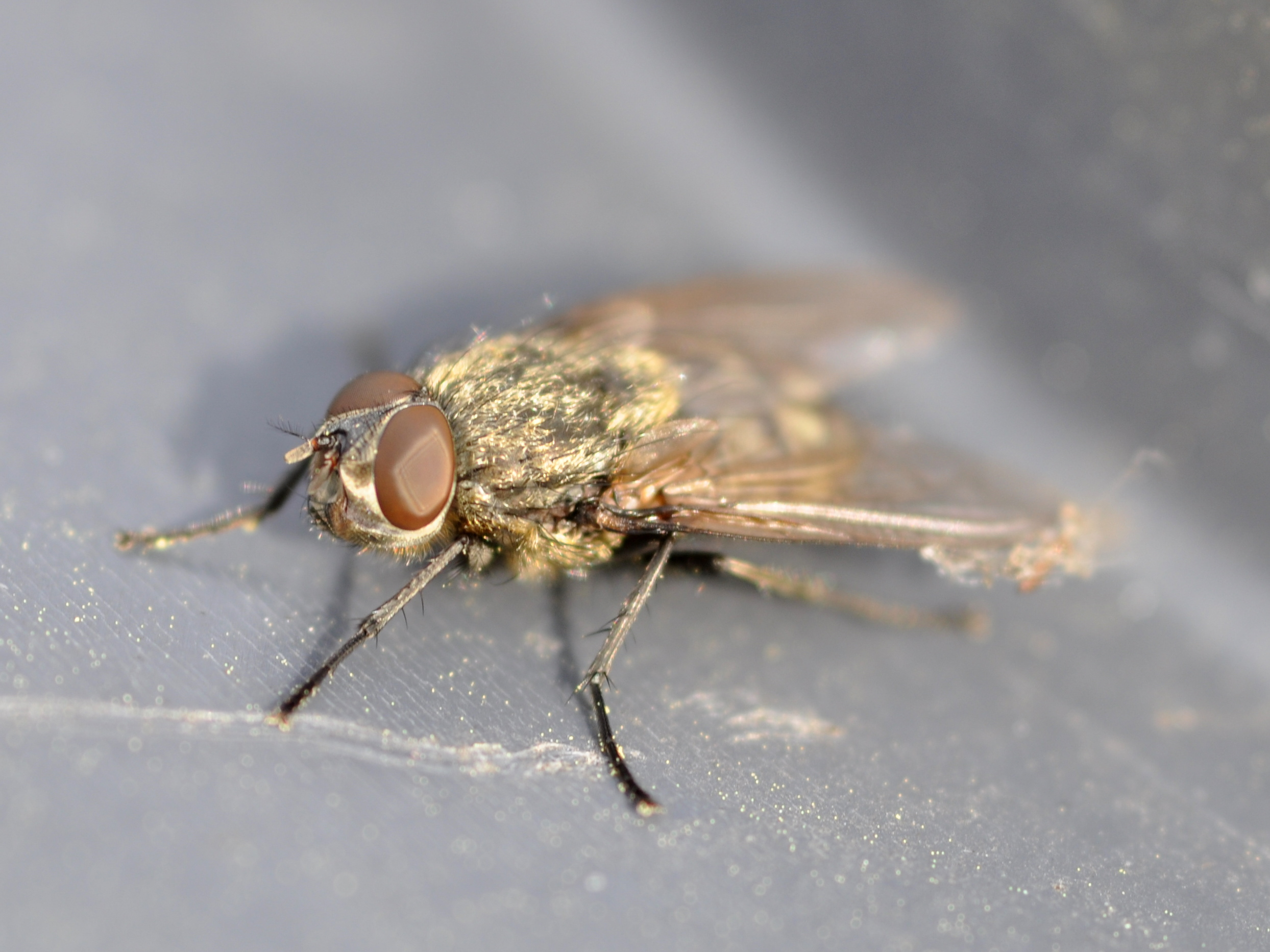
Arista bij de klustervlieg

Een arista is het verlengde deel van de antenne, dat bij sommige insecten voorkomt, zoals bij de klustervlieg. Een arista is dun en staat op het derde segment van de antenne. Een arista kan bedekt zijn met korte of lange haren.
Een arista bevat warmte- en vochtreceptoren, waardoor wisselingen in temperatuur en vocht waargenomen kunnen worden.